# Megawatt-time
Megawatt-time (MWh) er en fysisk enhed for arbejde og energi, hvor Watt er SI-enheden for effekt, hhv. energi pr. tidsenhed.
1 megawatt-time svarer til 3,6 gigajoule.
Enheden megawatt-time benyttes ofte i forbindelse med årligt elforbrug.
En typisk dansker fra 2020 brugte årligt omkring 1,5 MWh strøm fraregnet strøm til opvarmning.
Et typisk dansk hus på 130 kvadratmeter regnes til at bruge omkring 18 MWh til opvarmning, både rumopvarmning og opvarmning af forbrugsvand.
Dansk lovgivning for elforbrugsmålere fordrer at det "målte elforbrug skal vises i kilowatt-timer eller i megawatt-timer."
I slutningen af 2021 kostede en elektrisk megawatt-time cirka 3.000 kroner i Danmark.